# Vinac
Vinac är en ort i Bosnien och Hercegovina.   Den ligger i entiteten Federationen Bosnien och Hercegovina, i den centrala delen av landet, 100 km nordväst om huvudstaden Sarajevo. Vinac ligger 392 meter över havet och antalet invånare är 1 140.
Terrängen runt Vinac är huvudsakligen lite bergig. Vinac ligger nere i en dal. Närmaste större samhälle är Jajce, 8,1 km norr om Vinac. 
I omgivningarna runt Vinac växer i huvudsak blandskog. Runt Vinac är det ganska tätbefolkat, med 93 invånare per kvadratkilometer.